# Automobiles Alba

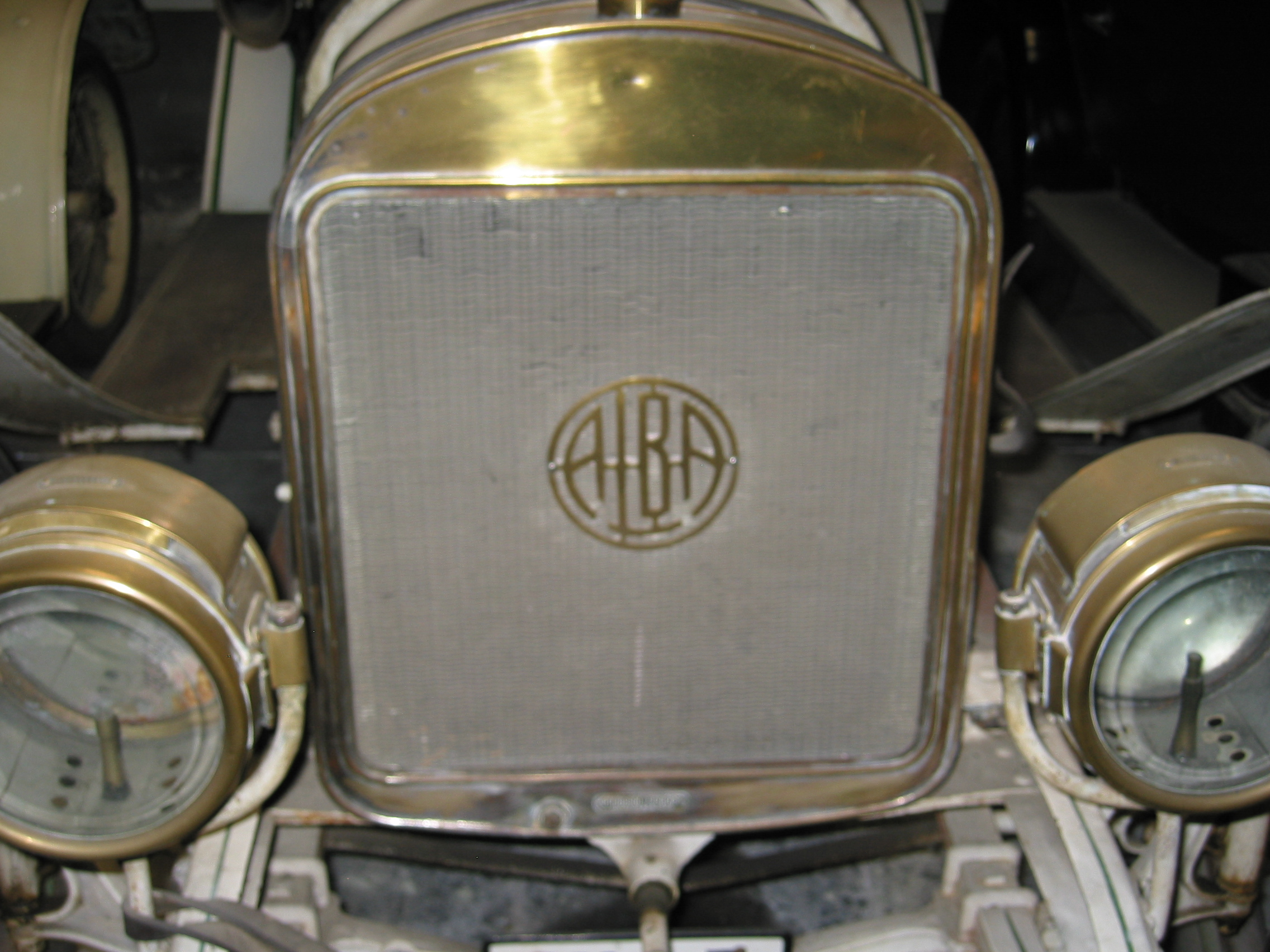
Emblem von Alba

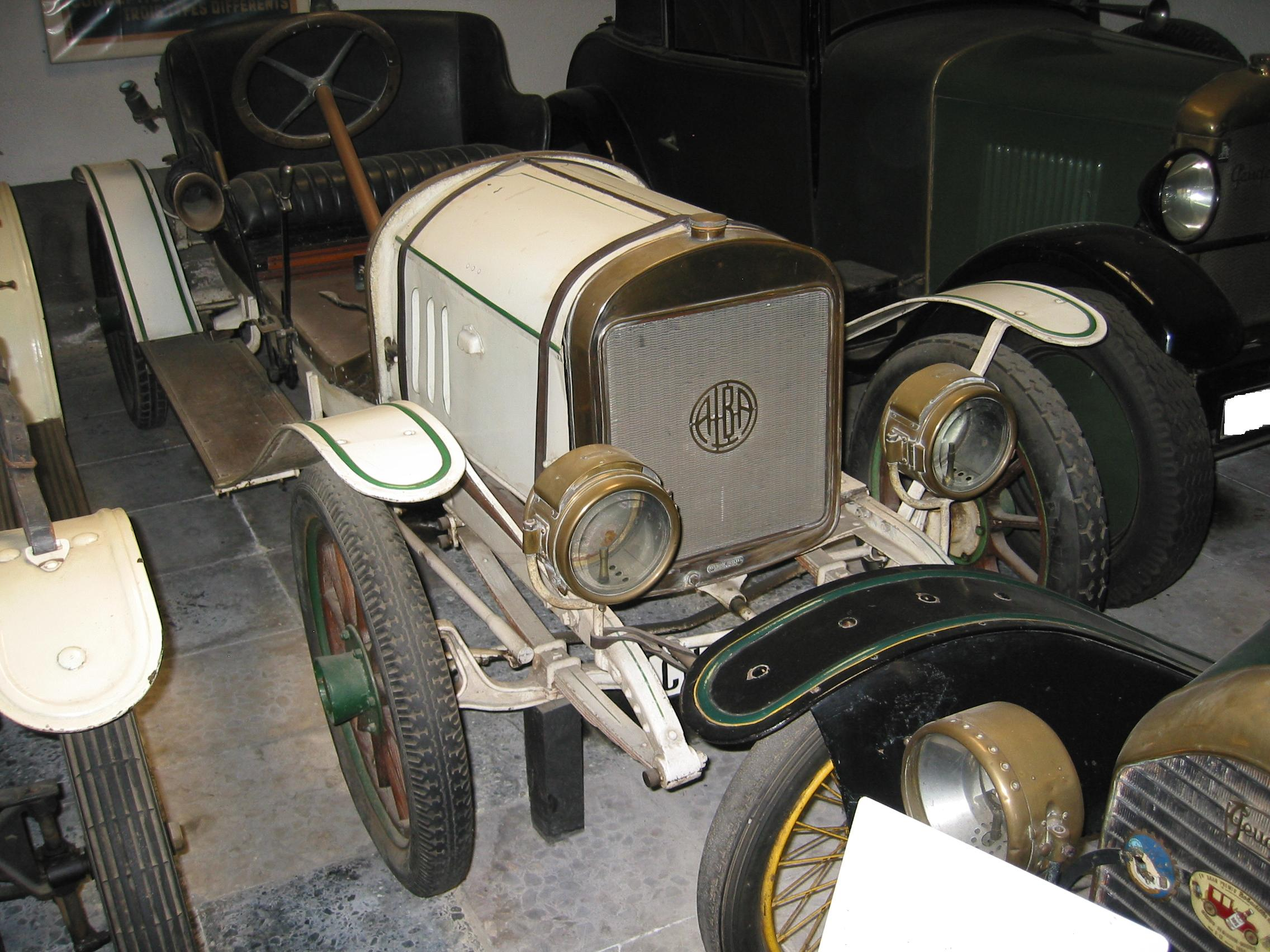
Alba von 1915

Alba von etwa 1922

Automobiles Alba war ein französischer Hersteller von Automobilen. Andere Quellen nennen das Unternehmen Constructions Métallurgiques, Usines Alba und Constructions Métallurgiques.

## Unternehmensgeschichte
Das Unternehmen aus Suresnes begann 1913 mit der Produktion von Automobilen. Der Markenname lautete Alba. 1928 endete die Produktion. Es gab auch eine Verbindung zu Bobby-Alba.

## Fahrzeuge
Das Unternehmen stellte Mittelklassefahrzeuge her. Für den Antrieb sorgten verschiedene Vierzylinder-Einbaumotoren. Von S.C.A.P. stand ein kleiner Motor mit seitlichen Ventilen und 1170 cm³ Hubraum sowie ein größerer Motor mit OHV-Ventilsteuerung und 1476 cm³ Hubraum zur Wahl. Altos lieferte Motoren mit 1994 cm³ Hubraum, die wahlweise über seitliche Ventile oder über OHV-Ventilsteuerung verfügten. Eine andere Quelle nennt auch Motoren von Ballot, Fivet, National und Ruby. Ein Vierzylindermotor hatte 1779 cm³ Hubraum mit 66 mm Bohrung und 130 mm Hub. Ein weiterer Vierzylindermotor hatte 1725 cm³ Hubraum mit 65 mm Bohrung und 130 mm Hub.
1924 nahm ein Fahrzeug an dem 24-Stunden-Rennen von Le Mans teil.
Ein Fahrzeug dieser Marke ist im Automuseum Collecció d’Automòbils de Salvador Claret in Sils zu besichtigen, ein weiteres war 1999 im Automuseum in Genf ausgestellt. Daneben existiert ein restauriertes Fahrzeug in der Schweiz.